# 雙葉密棘杜父魚
雙葉密棘杜父魚，為輻鰭魚綱鮋形目杜父魚亞目絨杜父魚科的其中一種，為溫帶海水魚，分布於北太平洋日本海至加拿大卑詩省北部海域，棲息深度0-250公尺，體長可達25公分，棲息在底層水域，生活習性不明。